# Temporada 2018 del Campeonato Mundial de Rallycross de la FIA
El Campeonato Mundial de Rallycross FIA 2018 presentado por Monster Energy es la quinta temporada del Campeonato Mundial de Rallycross de la FIA. La temporada consta de doce rondas, comenzó el 14 de abril en el Circuit de Barcelona-Catalunya y concluirá el 25 de noviembre en el Complejo Killarney Motor Racing en Ciudad del Cabo, Sudáfrica.
Johan Kristoffersson es el actual campeón defensor, y su equipo el PSRX Volkswagen Sweden es el actual campeón defensor en equipos.

## Calendario
| Ronda | Evento                         | Fecha                  | Circuito                                        | Clase    | Piloto ganador       | Equipo ganador         | Resultados |
| ----- | ------------------------------ | ---------------------- | ----------------------------------------------- | -------- | -------------------- | ---------------------- | ---------- |
| 1     | World RX de Barcelona          | 14-16 de abril         | Circuito de Barcelona-Cataluña, Montmeló        | Supercar | Mathias Ekstrom      | EKS Audi               | Resultados |
| 2     | World RX de Portugal           | 28-29 de abril         | Pista Automóvel de Montalegre, Montalegre       | Supercar | Johan Kristoffersson | PSRX Volkswagen Sweden | Resultados |
| 3     | World RX de Bélgica            | 12-13 de mayo          | Circuito Jules Tacheny Mettet, Mettet           | Supercar | Sébastien Loeb       | Team Peugeot Total     | Resultados |
| 3     | World RX de Bélgica            | 12-13 de mayo          | Circuito Jules Tacheny Mettet, Mettet           | RX2      | Ben-Philip Gundersen | JC Raceteknik          | Resultados |
| 4     | World RX de Gran Bretaña       | 25-27 de mayo          | Circuito de Silverstone, Silverstone            | Supercar | Johan Kristoffersson | PSRX Volkswagen Sweden | Resultados |
| 4     | World RX de Gran Bretaña       | 25-27 de mayo          | Circuito de Silverstone, Silverstone            | RX2      | Oliver Eriksson      | Olsbergs MSE           | Resultados |
| 5     | World RX de Noruega            | 9-10 de junio          | Lånkebanen, Hell                                | Supercar | Johan Kristoffersson | PSRX Volkswagen Sweden | Resultados |
| 5     | World RX de Noruega            | 9-10 de junio          | Lånkebanen, Hell                                | RX2      | Guillaume De Ridder  | Olsbergs MSE           | Resultados |
| 6     | World RX de Suecia             | 30 de junio-1 de julio | Höljesbanan, Höljes                             | Supercar | Johan Kristoffersson | PSRX Volkswagen Sweden | Resultados |
| 6     | World RX de Suecia             | 30 de junio-1 de julio | Höljesbanan, Höljes                             | RX2      | Guillaume De Ridder  | Olsbergs MSE           | Resultados |
| 7     | World RX de Canadá             | 4-5 de agosto          | Circuito Trois-Rivières, Trois-Rivières         | Supercar | Johan Kristoffersson | PSRX Volkswagen Sweden | Resultados |
| 7     | World RX de Canadá             | 4-5 de agosto          | Circuito Trois-Rivières, Trois-Rivières         | RX2      | Oliver Eriksson      | Olsbergs MSE           | Resultados |
| 8     | World RX de Francia            | 1-2 de septiembre      | Circuito de Lohéac, Lohéac                      | Supercar | Johan Kristoffersson | PSRX Volkswagen Sweden | Resultados |
| 8     | World RX de Francia            | 1-2 de septiembre      | Circuito de Lohéac, Lohéac                      | RX2      | Oliver Eriksson      | Olsbergs MSE           | Resultados |
| 9     | World RX de Letonia            | 15-16 de septiembre    | Biķernieku Kompleksā Sporta Bāze, Riga          | Supercar | Johan Kristoffersson | PSRX Volkswagen Sweden | Resultados |
| 10    | World RX de los Estados Unidos | 29-30 de septiembre    | Circuito de las Américas, Austin                | Supercar | Johan Kristoffersson | PSRX Volkswagen Sweden | Resultados |
| 11    | World RX de Alemania           | 13-14 de octubre       | Estering, Buxtehude                             | Supercar | Johan Kristoffersson | PSRX Volkswagen Sweden | Resultados |
| 12    | World RX de Sudáfrica          | 24-25 de noviembre     | Killarney Motor Racing Complex, Ciudad del Cabo | Supercar | Johan Kristoffersson | PSRX Volkswagen Sweden | Resultados |
| 12    | World RX de Sudáfrica          | 24-25 de noviembre     | Killarney Motor Racing Complex, Ciudad del Cabo | RX2      | Ben-Philip Gundersen | JC Raceteknik          | Resultados |

### Cambios en el calendario
- El campeonato se ampliará para incluir una ronda en los Estados Unidos por primera vez, con el Circuito de las Américas en Austin, Texas programado para albergar el evento.[1]
- La World RX de Gran Bretaña se trasladará del Lydden Hill Race Circuit a una nueva sede en el Circuito de Silverstone.[2]
- La ronda de Hockenheim del campeonato fue discontinuada para albergar la nueva ronda estadounidense.[3]

## Equipos y Pilotos

### Supercar
| Equipos de fabrica | Equipos de fabrica         | Equipos de fabrica  | Equipos de fabrica | Equipos de fabrica    | Equipos de fabrica |
| Constructor        | Equipo                     | Auto                | N.º                | Pilotos               | Rondas             |
| ------------------ | -------------------------- | ------------------- | ------------------ | --------------------- | ------------------ |
| Volkswagen         | PSRX Volkswagen Sweden     | Volkswagen Polo R   | 1                  | Johan Kristoffersson  | Todas              |
| Volkswagen         | PSRX Volkswagen Sweden     | Volkswagen Polo R   | 11                 | Petter Solberg        | Todas              |
| Audi               | EKS Audi Sport             | Audi S1             | 5                  | Mattias Ekström       | Todas              |
| Audi               | EKS Audi Sport             | Audi S1             | 13                 | Andreas Bakkerud      | Todas              |
| Peugeot            | Team Peugeot Total         | Peugeot 208         | 9                  | Sébastien Loeb        | Todas              |
| Peugeot            | Team Peugeot Total         | Peugeot 208         | 21                 | Timmy Hansen          | Todas              |
| Peugeot            | Team Peugeot Total         | Peugeot 208         | 71                 | Kevin Hansen          | Todas              |
| Privados/satelites |                            |                     |                    |                       |                    |
| Constructor        | Equipo                     | Auto                | N.º                | Pilotos               | Rondas             |
| Audi               | Kárai Motorsport Egyesület | Audi A1             | 102                | Tamás Kárai           | 4                  |
| Audi               | Comtoyou Racing            | Audi S1             | 67                 | François Duval        | 3                  |
| BMW                | Oliver Bennett             | BMW MINI Cooper     | 42                 | Oliver Bennett        | 1-2, 4-6, 8-9      |
| Citroën            | Mário Barbosa              | Citroën DS3         | 75                 | Mário Barbosa         | 2                  |
| Citroën            | Hervé "Knapick" Lemonnier  | Citroën DS3         | 84                 | "Knapick"             | 1, 4, 8            |
| Ford               | STARD                      | Ford Fiesta         | 6                  | Jānis Baumanis        | Todas              |
| Ford               | STARD                      | Ford Fiesta         | 58                 | Ma Qing Hua           | 4                  |
| Ford               | STARD                      | Ford Fiesta         | 60                 | Joni-Pekka Rajala     | 5                  |
| Ford               | Oliver O'Donovan           | Ford Fiesta         | 2                  | Oliver O'Donovan      | 8                  |
| Ford               | MJP Racing Team Austria    | Ford Fiesta         | 31                 | Max Pucher            | 5                  |
| Ford               | MJP Racing Team Austria    | Ford Fiesta         | 32                 | Alexander Wurz        | 5, 9               |
| Ford               | MJP Racing Team Austria    | Ford Fiesta         | 57                 | Toomas Heikkinen      | 8-9, 11            |
| Ford               | MJP Racing Team Austria    | Ford Fiesta         | 177                | Andrew Jordan         | 4, 8, 11           |
| Ford               | Olsbergs MSE               | Ford Fiesta ST      | 4                  | Robin Larsson         | Todas              |
| Ford               | Olsbergs MSE               | Ford Fiesta ST      | 96                 | Kevin Eriksson        | Todas              |
| Ford               | Bompiso Racing Team        | Ford Focus          | 41                 | Joaquim Santos        | 2                  |
| Hyundai            | GRX Taneco Team            | Hyundai i20         | 7                  | Timur Timerzyanov     | Todas              |
| Hyundai            | GRX Taneco Team            | Hyundai i20         | 68                 | Niclas Grönholm       | Todas              |
| Peugeot            | Sébastien Loeb Racing      | Peugeot 208         | 66                 | Grégoire Demoustier 1 | Todas              |
| Peugeot            | Mark Higgins               | Peugeot 208         | 134                | Mark Higgins          | 4                  |
| Peugeot            | Davy Jeanney               | Peugeot 208         | 17                 | Davy Jeanney          | 8                  |
| Peugeot            | Emmanuel Anne              | Peugeot 208         | 29                 | Emmanuel Anne         | 8                  |
| Peugeot            | Gaëten Serazin             | Peugeot 208         | 62                 | Gaëten Serzain        | 8                  |
| Renault            | GC Kompetition             | Renault Mégane R.S. | 33                 | Liam Doran            | 8-9                |
| Renault            | GC Kompetition             | Renault Mégane R.S. | 36                 | Guerlain Chicherit    | Todas              |
| Renault            | GC Kompetition             | Renault Mégane R.S. | 74                 | Jérôme Grosset-Janin  | 1-7                |
| SEAT               | Münnich Motorsport         | SEAT Ibiza          | 44                 | Timo Scheider         | 6, 8-9             |
| SEAT               | Münnich Motorsport         | SEAT Ibiza          | 77                 | René Münnich          | 5                  |
| Volkswagen         | Marklund Motorsport        | Volkswagen Polo     | 24                 | Tommy Rustad          | 4-5, 8             |
| Volkswagen         | Marklund Motorsport        | Volkswagen Polo     | 92                 | Anton Marklund        | 4-5                |
| Volkswagen         | Kjetil Larsen              | Volkswagen Polo     | 64                 | Kjetil Larsen         | 5                  |

| Leyenda                                           | Leyenda |
| ------------------------------------------------- | ------- |
| El piloto no puntua para el campeonato de equipos |         |
| El equipo no compite en el campeonato de equipos  |         |

1 A pesar de haber nacido en Francia, Grégoire Demoustier es reconocido por el Campeonato Mundial de Rallycross de la FIA como piloto belga durante la temporada 2018.

### RX2 International Series
| Equipos RX2 | Equipos RX2               | Equipos RX2      | Equipos RX2 | Equipos RX2          | Equipos RX2 |
| Constructor | Equipo                    | Auto             | N.º         | Pilotos              | Rondas      |
| ----------- | ------------------------- | ---------------- | ----------- | -------------------- | ----------- |
| OMSE        | JC Raceteknik             | Olsbergs MSE RX2 | 2           | Ben-Philip Gundersen | Todas       |
| OMSE        | JC Raceteknik             | Olsbergs MSE RX2 | 6           | William Nilsson      | Todas       |
| OMSE        | JC Raceteknik             | Olsbergs MSE RX2 | 69          | Sondre Evjen         | Todas       |
| OMSE        | JC Raceteknik             | Olsbergs MSE RX2 | 77          | Henrik Krogstad      | Todas       |
| OMSE        | JC Raceteknik             | Olsbergs MSE RX2 | 90          | Jimmie Walfridson    | 6           |
| OMSE        | JC Raceteknik             | Olsbergs MSE RX2 | 91          | Jonathan Walfridsson | 6           |
| OMSE        | JC Raceteknik             | Olsbergs MSE RX2 | 99          | Marcus Höglund       | 5-6         |
| OMSE        | Set Promotion             | Olsbergs MSE RX2 | 8           | Simon Wågø Syversen  | Todas       |
| OMSE        | Set Promotion             | Olsbergs MSE RX2 | 22          | Sami-Matti Trogen    | 4-6         |
| OMSE        | Set Promotion             | Olsbergs MSE RX2 | 65          | Jami Kalliomaki      | Todas       |
| OMSE        | Glenn Haug                | Olsbergs MSE RX2 | 9           | Glenn Haug           | Todas       |
| OMSE        | Martin Jonsson            | Olsbergs MSE RX2 | 10          | Martin Jonsson       | 6           |
| OMSE        | Mats Oskarsson            | Olsbergs MSE RX2 | 11          | Mats Oskarsson       | 6           |
| OMSE        | Anders Michalak           | Olsbergs MSE RX2 | 14          | Anders Michalak      | Todas       |
| OMSE        | Hampus Rådström           | Olsbergs MSE RX2 | 17          | Hampus Rådström      | 6           |
| OMSE        | Olsbergs MSE              | Olsbergs MSE RX2 | 16          | Oliver Eriksson      | Todas       |
| OMSE        | Olsbergs MSE              | Olsbergs MSE RX2 | 18          | Linus Östlund        | 6           |
| OMSE        | Olsbergs MSE              | Olsbergs MSE RX2 | 53          | Cole Keatts          | Todas       |
| OMSE        | Olsbergs MSE              | Olsbergs MSE RX2 | 96          | Guillaume De Ridder  | Todas       |
| OMSE        | Team Faren                | Olsbergs MSE RX2 | 21          | Conner Martell       | Todas       |
| OMSE        | Team Faren                | Olsbergs MSE RX2 | 50          | Nathan Heathcote     | Todas       |
| OMSE        | Koen Pauwels              | Olsbergs MSE RX2 | 23          | Koen Pauwels         | 3           |
| OMSE        | Petter Leirhol            | Olsbergs MSE RX2 | 27          | Petter Leirhol       | 6           |
| OMSE        | Christian Brooks          | Olsbergs MSE RX2 | 44          | Christian Brooks     | 6           |
| OMSE        | Simon Olofsson            | Olsbergs MSE RX2 | 52          | Simon Olofsson       | Todas       |
| OMSE        | Sport Racing Technologies | Olsbergs MSE RX2 | 55          | Vasily Gryazin       | Todas       |
| OMSE        | Albert Llovera            | Olsbergs MSE RX2 | 66          | Albert Llovera 2     | Todas       |
| OMSE        | Santosh Berggren          | Olsbergs MSE RX2 | 68          | Santosh Berggren     | 6           |
| OMSE        | Johnny Andersson          | Olsbergs MSE RX2 | 86          | Johnny Andersson     | 6           |
| OMSE        | Stein Frederic-Akre       | Olsbergs MSE RX2 | 98          | Stein Frederic-Akre  | 6           |

2 A pesar de haber nacido en Andorra, Albert Llovera es reconocido por el RX2 International Series y, por extensión, el Campeonato Mundial de Rallycross de la FIA como piloto español durante la temporada 2018.

## Clasificación

### Pilotos
| Pos. | Piloto               | BAR | POR | BEL | GBR | NOR | SWE | CAN | FRA | LAT | USA | GER | RSA | Puntos |
| ---- | -------------------- | --- | --- | --- | --- | --- | --- | --- | --- | --- | --- | --- | --- | ------ |
| 1    | Johan Kristoffersson | 1   | 1   | 5   | 1   | 1   | 1   | 1   | 1   | 1   | 1   | 1   | 1   | 341    |
| 2    | Mattias Ekström      | 6a  | 7   | 4   | 4   | 2   | 6   | 4   | 4   | 2   | 5   | 2   | 2   | 248    |
| 3    | Andreas Bakkerud     | 3   | 4   | 6   | 2   | 6   | 2   | 7   | 2   | 8   | 3   | 3   | 7   | 237    |
| 4    | Sébastien Loeb       | 2   | 2   | 1   | 3   | 8   | 9   | 3   | 6   | 3   | 4   | 8   | 3   | 229    |
| 5    | Petter Solberg       | 5   | 3   | 2   | 7   | 3   | 7   | 5   | 3   | 7   | 2   | 5   | 5b  | 227    |
| 6    | Timmy Hansen         | 7   | 6   | 3   | 8   | 5   | 4   | 2   | 5   | 5b  | 6b  | 7   | 6   | 192    |
| 7    | Niclas Grönholm      | 4   | 10  | 11  | 5   | 7   | 11  | 8   | 11  | 4   | 8   | 4   | 13  | 146    |
| 8    | Kevin Hansen         | 13  | 8   | 9   | 6   | 4   | 5   | 9   | 7b  | 6   | 7   | 6   | 4   | 145    |
| 9    | Jānis Baumanis       | 8   | 11  | 10  | 14  | 12  | 10  | 6   | 13  | 14  | 11  | 11  | 9   | 98     |
| 10   | Timur Timerzyanov    | 10  | 12  | 8   | 12  | 21  | 8   | 11  | 9   | 11  | 13  | 20  | 11  | 86     |
| 11   | Guerlain Chicherit   | 12  | 5   | 10  | 15  | 15  | 14  | 15  | 12  | 10  | 9   | 13  | 12  | 68     |
| 12   | Jérôme Grosset-Janin | 11  | 14  | 14  | 10  | 14  | 3   | 13  |     |     |     |     |     | 47     |
| 13   | Kevin Eriksson       | 14  | 9   | 16  | 9   | 9   | 13b | 10b | 10b | 16  | 10  | 10  | 14  | 38     |
| 14   | Anton Marklund       |     |     |     | 17  | 11  |     |     |     |     | 12b | 9   | 8   | 35     |
| 15   | Robin Larsson        | 9   | 13  | 7   | 13  | 10  | 12  | 12b | 17b | 17  | 14  | 12  | 15  | 34     |
| 16   | Liam Doran           |     |     |     |     |     |     |     | 8   | 12  |     | 19  |     | 19     |
| 17   | Tommy Rustad         |     |     |     | 11  | 13  |     |     | 16  |     |     |     |     | 14     |
| 18   | Timo Scheider        |     |     |     |     |     | 17  |     | 25  | 13  |     |     | 10  | 13     |
| 19   | Nico Müller          |     |     |     |     |     |     |     |     | 9   |     |     |     | 10     |
| 20   | Toomas Heikkinen     |     |     |     |     |     |     |     | 14  | 15  |     |     |     | 5      |
| 21   | François Duval       |     |     | 13  |     |     |     |     |     |     |     |     |     | 4      |
| 22   | Kjetil Larsen        |     |     |     |     | 19  |     |     |     |     |     | 14  |     | 3      |
| 23   | Andrew Jordan        |     |     |     | 20  |     |     |     | 15  |     |     |     |     | 2      |
| 24   | René Münnich         |     |     |     |     | 17  |     |     |     |     |     | 16  | 16  | 2      |
| 25   | Joni-Pekka Rajala    |     |     |     |     | 16  |     |     |     |     |     |     |     | 1      |
| 26   | Mark Higgins         |     |     |     | 16  |     |     |     |     |     |     |     |     | 1      |
| 27   | "Knapick"            | 17  |     |     | 22  |     |     |     | 23  |     |     |     |     | 0      |
| 28   | Joaquim Santos       |     | 17  |     |     |     |     |     |     |     |     |     |     | 0      |
| 29   | Alexander Wurz       |     |     |     |     | 18  |     |     |     | 18  |     |     |     | 0      |
| 30   | Mário Barbosa        |     | 18  |     |     |     |     |     |     |     |     |     |     | 0      |
| 31   | Cyril Raymond        |     |     |     |     |     |     |     |     |     |     | 18  |     | 0      |
| 32   | Tamás Kárai          |     |     |     | 19  |     |     |     |     |     |     |     |     | 0      |
| 33   | Davy Jeanney         |     |     |     |     |     |     |     | 20  |     |     |     |     | 0      |
| 34   | Gaëten Serzain       |     |     |     |     |     |     |     | 21  |     |     |     |     | 0      |
| 35   | Oliver O'Donovan     |     |     |     |     |     |     |     | 22  |     |     |     |     | 0      |
| 36   | Max Pucher           |     |     |     |     | 23  |     |     |     |     |     |     |     | 0      |
| 37   | Ma Qing Hua          |     |     |     | 23  |     |     |     |     |     |     |     |     | 0      |
| 38   | Emmanuel Anne        |     |     |     |     |     |     |     | 24  |     |     |     |     | 0      |
| 39   | Oliver Bennett       | 15  | 16  |     | 21  | 20  | 15  |     | 18  | 20  |     | 15  | 18c | -3     |
| 40   | Grégoire Demoustier  | 16  | 15  | 15  | 18  | 22  | 16  | 14  | 19  | 19  | 15  | 17  | 17b | -4     |
| Pos. | Piloto               | BAR | POR | BEL | GBR | NOR | SWE | CAN | FRA | LAT | USA | GER | RSA | Puntos |

- a Pérdida de quince puntos del campeonato - decisión de los comisarios

### Equipos
| Pos. | Equipo                 | N.º | Pilotos              | Puntos |
| ---- | ---------------------- | --- | -------------------- | ------ |
| 1    | PSRX Volkswagen Sweden | 1   | Johan Kristoffersson | 568    |
| 1    | PSRX Volkswagen Sweden | 11  | Petter Solberg       | 568    |
| 2    | EKS Audi Sport         | 5   | Mattias Ekström      | 485    |
| 2    | EKS Audi Sport         | 13  | Andreas Bakkerud     | 485    |
| 3    | Team Peugeot Total     | 9   | Sébastien Loeb       | 421    |
| 3    | Team Peugeot Total     | 21  | Timmy Hansen         | 421    |
| 4    | GRX Taneco Team        | 28  | Timur Timerzyanov    | 232    |
| 4    | GRX Taneco Team        | 68  | Niclas Grönholm      | 232    |
| 5    | GC Kompetition         | 33  | Liam Doran           | 152    |
| 5    | GC Kompetition         | 36  | Guerlain Chicherit   | 152    |
| 5    | GC Kompetition         | 74  | Jérôme Grosset-Janin | 152    |
| 5    | GC Kompetition         | 92  | Anton Marklund       | 152    |
| 6    | Olsbergs MSE           | 4   | Robin Larsson        | 72     |
| 6    | Olsbergs MSE           | 96  | Kevin Eriksson       | 72     |

### RX2 International Series
| Pos. | Piloto               | BEL | GBR | NOR | SWE | CAN | FRA | RSA | Puntos |
| ---- | -------------------- | --- | --- | --- | --- | --- | --- | --- | ------ |
| 1    | Oliver Eriksson      | 7   | 1   | 2   | 4   | 1   | 1   | 6   | 175    |
| 2    | Guillaume De Ridder  | 8   | 7   | 1   | 1   | 2   | 3   | 7   | 156    |
| 3    | Henrik Krogstad      | 3   | 8   | 3   | 2   | 8   | 6   | 9   | 121    |
| 4    | Ben-Philip Gundersen | 1   | 10  | 8   | 5   | 7   | 11  | 1   | 119    |
| 5    | Vasily Gryazin       | 5   | 6   | 5   | 14  | 4   | 10  | 3   | 118    |
| 6    | Sondre Evjen         | 2   | 3   | 4   | 22  | 11  | 5   | 2   | 106    |
| 7    | William Nilsson      | 4   | 12  | 6   | 7   | 9   | 8   | 4   | 93     |
| 8    | Jami Kalliomäki      | 6   | 9   | 10  | 11  | 10  | 9   | 8   | 83     |
| 9    | Conner Martell       | 10  | 2   | 12  | 17  | 6   | 4   | 10  | 80     |
| 10   | Sami-Matti Trogen    |     | 11  | 9   | 15  | 5   | 2   | 5   | 79     |
| 11   | Nathan Heathcote     | 14  | 17  | 11  | 10  | 13  | 7   | 11  | 49     |
| 12   | Simon Wågø Syversen  | 11  | 13  | 7   | 24  | 12  | 12  |     | 38     |
| 13   | Anders Michalak      | 13  | 4   | 14  | 21  | 14  | 15  | 13  | 33     |
| 14   | Simon Olofsson       | 12  | 15  | 15  | 3   |     | 14  | 14  | 32     |
| 15   | Cole Keatts          | 16  | 14  | 16  | 27  | 3   | 13  | 12  | 31     |
| 16   | Glenn Haug           | 9   | 5   | 13  | 18  |     |     |     | 25     |
| 17   | Christian Brooks     |     |     |     | 6   |     |     |     | 20     |
| 18   | Jimmie Walfridson    |     |     |     | 8   |     |     |     | 14     |
| 19   | Marcus Höglund       |     |     | 17  | 9   |     |     |     | 13     |
| 20   | Petter Leirhol       |     |     |     | 12  |     |     |     | 6      |
| 21   | Linus Ostlund        |     |     |     | 13  |     |     |     | 4      |
| 22   | Albert Llovera       | 17  | 16  | 18  | 29  | 15  | 17  |     | 3      |
| 23   | Koen Pauwels         | 15  |     |     |     |     |     |     | 2      |
| 24   | Reinis Nitišs        |     |     |     |     |     |     | 15  | 2      |
| 25   | Ashely Haigh-Smith   |     |     |     |     |     |     | 16  | 1      |
| 26   | Edijs Oss            |     |     |     |     |     | 16  |     | 1      |
| 27   | Stein Frederic-Akre  |     |     |     | 16  |     |     |     | 1      |
| 28   | Santosh Berggren     |     |     |     | 19  |     |     |     | 0      |
| 29   | Mats Oskarsson       |     |     |     | 20  |     |     |     | 0      |
| 30   | Hampus Rådström      |     |     |     | 23  |     |     |     | 0      |
| 31   | Martin Jonsson       |     |     |     | 25  |     |     |     | 0      |
| 32   | Johnny Anderson      |     |     |     | 26  |     |     |     | 0      |
| 33   | Jonathan Walfridsson |     |     |     | 28  |     |     |     | 0      |
| Pos. | Piloto               | BEL | GBR | NOR | SWE | CAN | FRA | RSA | Puntos |